# Pleuridium brachycaulon
Pleuridium brachycaulon är en bladmossart som beskrevs av Kindberg 1889. Pleuridium brachycaulon ingår i släktet sylmossor, och familjen Ditrichaceae. Inga underarter finns listade i Catalogue of Life.